# Valac
Na demonologia e goetia, Valac (também grafado Ualac, Valak, Valax, Valu ou Valic) é a 62º entidade demoníaca do manual lemegeton/grimório do rei Salomão. Este é conhecido por indicar a localização de tesouros escondidos e de serpentes para os mágicos.
O grimório o descreve como extremamente poderoso, presidente de 38 legiões de entidades demoníacas. Caracterizado como um menino pobre, com asas de anjo e montado em um dragão bicéfalo (duas cabeças). Que se fantasia de forma blasfema/profana para atacar a fé das pessoas. Na Demonologia Cristã Valac era um Anjo Caido 

## Cultura popular
Valac é o nome de uma entidade demoníaca do enredo dos filmes: Invocação do Mal 2, Vampiros de John Carpenter e, A Freira.